# Tobotronc
El Tobotronc és un tobogan alpí situat al parc Naturland, a Sant Julià de Lòria, Andorra. Va ser inaugurat el 2008. Amb un recorregut de 5,3 quilòmetres i un desnivell acumulat de 400 metres, és el tobogan alpí més llarg del món.
El recorregut del Trobotronc es fa pel mig del bosc de la Rabassa, en un trineu biplaça que circula sobre rails d'acer i que pot arribar als 40 quilòmetres per hora. El passatger regula la velocitat del vehicle amb una palanca de fre, si bé no és permès d'aturar-se durant el descens, que dura uns 10 minuts. Per pujar-hi cal fer més d'1,20 metres d'alçada, i els menors de 13 anys han d'anar acompanyats d'un adult. Ha estat fabricat per l'empresa alemanya Wiegand, especialitzada en tobogans alpins, i costà tres milions d'euros.
D'ençà de la inauguració hi ha hagut diversos accidents al Tobotronc, sense víctimes mortals. Quatre anys després de l'obertura una plataforma d'afectats assegurava que s'hi havien produït una cinquantena d'accidents, molts dels quals el parc havia volgut ocultar. El 2018 s'havien posat un mínim de cinc denúncies contra el parc per accidents o col·lisions. El mateix any fou ferida greu una dona de 54 anys que sortí projectada de l'atracció perquè no duia el cinturó de seguretat posat; patí un traumatisme toràcic i múltiples fractures. Per aquest cas, el Tribunal Superior condemnà Naturlàndia a indemnitzar la víctima amb 15.200 euros en entendre que el parc havia comès una negligència. El 2012 una jove de 23 anys es va fracturar l'esquena quan el seu trineu xocà contra el de davant, que s'havia aturat. El mateix any un home de 54 anys també xocà contra el vagó de davant, i patí una hemorràgia interna. El 2011 una nena de 10 anys gairebé perdé un peu, que li va quedar penjant. El parc sempre ha defensat que els accidents són responsabilitat de l'usuari perquè és qui controla la velocitat del trineu. El ministre de Turisme reconegué el 2018 que hi havia «massa accidents i massa sovint».